# گاه‌شماری جاوه‌ای
گاهشماری جاوه‌ای (به زبان جاوه‌ای: ꦥꦤꦁꦒꦭ꧀ꦭꦤ꧀ꦗꦮ) سالنمای مردم جاوه‌ای است. امروزه در کنار آن از دو تقویم دیگر میلادی و اسلامی استفاده می‌شود.
سالنمای جاوه‌ای توسط قومیت‌های اصلی جاوه استفاده می‌شود. این تقویم توسط سلطان ماتارامی آگونگ در سال ۱۶۳۳ میلادی پیشنهاد شد.